# Лозове (Баштанський район)
Лозове́ — село в Україні, у Казанківській селищній громаді Баштанського району Миколаївської області. Населення становить 5 осіб.